# Sawielij Łoginow
Sawielij Prochorowicz Łoginow (ros. Саве́лий Про́хорович Ло́гинов, ur. 1 kwietnia 1913, zm. 26 października 1960) – radziecki polityk, zastępca członka KC KPZR (1956-1960).
1932 ukończył technikum pedagogiczne, później pracował jako nauczyciel, następnie był kierownikiem rejonowego zarządu edukacji. 1938-1941 przewodniczący rejonowego komitetu wykonawczego w Kraju Krasnojarskim. Od 1939 członek WKP(b), od 1941 I sekretarz komitetu rejonowego WKP(b) w Kraju Krasnojarskim, później zastępca kierownika wydziału Krasnojarskiego Krajowego Komitetu WKP(b), od marca 1943 do 1947 pracował w KC WKP(b). W latach 1947–1950 słuchacz Wyższej Szkoły Partyjnej przy KC WKP(b). 1950-1951 instruktor wydziału organów partyjnych, związkowych i komsomolskich KC WKP(b), od stycznia 1951 do listopada 1955 II sekretarz Komitetu Obwodowego WKP(b)/KPZR w Archangielsku. Od listopada 1955 do śmierci I sekretarz Komitetu Obwodowego KPZR w Archangielsku. Od 25 lutego 1956 do śmierci zastępca członka KC KPZR, deputowany do Rady Najwyższej ZSRR 5 kadencji. Odznaczony Orderem Lenina (1957) i Orderem Wojny Ojczyźnianej II klasy (1945).